# Rose-Adélaïde Ducreux
Rose-Adélaïde Ducreux foi uma pintora e musicista francesa. Ela era a filha mais velha de Joseph Ducreux, com quem também estudou. Mostrou suas obras nos Salões do Louvre em 1791, 1793, 1795, 1798 e 1799. Foi talentosa tanto como intérprete quanto como compositora.

## Biografia
Em 1786, Ducreux expôs pela primeira vez em uma das exposições quinzenais de Pahin de la Blancherie, conhecida como Salon de la Correspondance. Este autorretrato em pastel em um local desconhecido retratou a artista no ato de pintar. Seus autorretratos frequentemente incluíam atributos musicais e artísticos.